# Fermijev paradoks (strip)
Fermijev paradoks je redovna epizoda Marti Misterije objavljena premijerno u Srbiji u svesci br. 48. u izdanju Veselog četvrtka. Sveska je objavljena 31.01.2019. Koštala je 380 din (3,2 €; 3,6 $). Imala je 164 strane.

## Originalna epizoda
Originalna epizoda pod nazivom Il paradosso di Fermi objavljena je premijerno u br. 326. regularne edicije Marti Misterije koja je u Italiji u izdanju Bonelija izašla 10.04.2013. Epizodu je nacrtao Paolo Ongaro, a scenario napisao Luiđi Minjako. Naslovnu stranu nacrtao Đankarlo Alesandrini. Koštala je 5,7 €.

## Kratak sadržaj
U Los Alamu u maju 1950. godine sastaju se četvoro naučnika (Edvard Teler, Herbert Jork i Emil Konopinski i Enriko Fermi) koji odlaze na ručak u restoran Fuler Lodž. Raspravljaujući o mogućnosti postojanja drugih civilizacija u Svemiru, Fermi iznosi tezu po kojoj nedostatak dokaza o drugim civilizacijama može da se nadomesti računom verovatnoće. (Ova pretpostavka je danas u nauci postala poznata kao Fermijev paradoks.) Svoj dokaz zapisao je na restoranskoj salveti, koja nije sačuvana.
Mnogo godina kasnije (proleće 2013) Marti prisustvuje predavanju svog kolege Lea Melcera, profesora na Kolumbija Univerzitetu u Njujorku. Posle predavanja upoznaje i njegovu asistentkinju, Loru Valeri.
Lev Staniski je matematičar koji radi na projektu u okviru sistema ATA (Allen Telescope Aray) u okviru SETI instituta, Kalifornija. Jedne noči otkrio je poruke koje dolaze iz Svemira i uspeo da ih dešifruje. To odmah javlja prof. Malceru u dva ujutru telefonom, ali narednog dana mu se gubi svaki trag. Uskoro saznajemo daga je iste noći posteio Torton Greg, još jedan saradnik ATA. Greg predlaže Levu da ne objavi odmah već da otkriće prijavi Institutu Klej koji će za dešifrovanje poruke iz Svemira platiti 1 milion dolara, a otkriće mogu zajedno da predstave na kongresu matematičara kokji će će odrćati za nedelju dana u Hajdelbergu (Nemačka). Lev, međutim, ne pristaje na ovakvu trgovinu.

## Naučna utemeljenost Paradoksa
Događaj iz Los Alama se zaista desio. Opisan je u tekstu Stivena Veba u knjizi Gde su vanzemaljci? (Helix, Smederevo, 2013).